# 田口智也
田口 智也（たぐち ともや、1979年6月8日 ‐ ）は、日本の俳優。栃木県出身。galm所属。
血液型はO型。身長167cm、体重103㎏。特技はバスケットボール、タップダンス、栃木弁。

## 来歴
1998年『学校へ行こう!』のコーナー「モテないくん」への出演をきっかけに芸能界に入る。
2025年6月よりgalm所属。

## 出演

### 映画
- GTO（鈴木雅之監督、1999年）
- ドッグトランクドライブ （来海昌哉監督、2004年）
- 月とチェリー（タナダユキ監督、2004年）
- かつてと今日を区別する光のなかで（来海昌哉監督、2005年）
- 歩いても歩いても（是枝裕和監督、2008年）
- きっかけはYOU！（月川翔監督、2011年）
- 荒川アンダーザブリッジ（飯塚健監督、2012年）
- VR職場（高島優毅監督、2019年）
- かぐや様は告らせたい〜天才たちの恋愛頭脳戦〜（河合勇人監督、2019年）
- 西成ゴローの四億円 ~死闘篇~（上西雄大監督、2021年）
- 成れの果て（宮岡太郎監督、2021年）
- ラストサマーウォーズ（宮岡太郎監督、2022年）
- PARKLIFE（三原光尋監督、2022年）
- オレンジ・ランプ（三原光尋監督、2023年）
- 高野豆腐店の春（三原光尋監督、2023年）
- 冗談じゃないよ（日下玉巳監督、2023年）
- ガールズドライブ（宮岡太郎監督、2023年）
- 兎姉妹（遠藤大介監督、2024年）[3]
- だんご（監督・脚本・出演、2024年）
- 惑星ラブソング（時川英之監督、2025年公開予定）[4]

### テレビドラマ
- 下流の宴（2010年、NHK）
- 不便な便利屋(2015年、テレビ東京)　第2話、第12話
- 時代は御花畑から始まった〜薩長同盟150年は問いかける〜（2016年、KTS鹿児島）
- 貴族探偵（2017年、フジテレビ）第4話
- 恋がヘタでも生きてます（2017年、読売テレビ）第10話
- コード・ブルー　ドクターヘリ緊急救命THE THIRD SEASON（2017年、フジテレビ）第6話
- 宮本から君へ（2018年、テレビ東京）第5話〜12話
- フルーツ宅配便（2018年、テレビ東京）第9話
- 悪女のすべて（2022年、BS松竹東急）第7話

### その他のテレビ番組
- 学校へ行こう!（1998年、TBS）
- WACTH（2000年、フジテレビ）
- Matthew’s Best Hit TV　なまり亭コーナー（2005年、テレビ朝日）
- 魁!音楽番付（2007年、フジテレビ）
- おじゃまツナギッます!（2013年、KHB）

### 舞台
- 岡部企画「風の墓」（1998年）
- 演劇一家フルハウス「BE HONEST」（1999年）
- 岡部企画「真田風雲録」東京、近畿地方公演（2000年）
- 徳川タイクーン「喜劇・桃太郎」（2001年）
- 岡部企画「真田風雲録」（2001年）
- えびなな劇場「金田一中の家計簿」（2001年）
- あかの他人プロデュース「GOOD MORNING」（2003年）
- あかの他人プロデュース「デリシャス」（2004年）
- パラサイトジプシー「JP」（2004年）
- あかの他人プロデュース「What’s a name?」（2005年）
- あかの他人プロデュース「I’m sorry」（2006年）
- 演劇配合サプリメンツ「さよならHEVEN」（2007年）
- 演劇配合サプリメンツ「私の、メリー・ゴー・ラウンド」（2008年）
- 大多福一座すぺしゃるいらいぶ「宴－UTAGE－」（2009年）
- 演劇配合サプリメンツ「幕末のドリ府」（2009年）
- 演劇配合サプリメンツ「MOON WAR」（2010年）
- engin「品川心中」（2010年）
- 「イシノマキにいた時間」東京ほか全国公演[5]（2012年〜2020年）
- 「キッカケの場所」（2013年）
- ishinomaki Fes.「キッカケの場所」（2014年）
- 「キッカケの場所」北海道公演（2014年）
- 「きかんしゃトーマス ファミリーミュージカル『ソドー島のたからもの』」全国公演（2014年〜2016年）
- TATICAプロデュース「EXTRA EXTRA」（2016年）
- 劇団献身「俺は大器晩成、〜四十にして大輪を咲かせる予定〜」（2017年）
- MyNtプロデュース「月ノツカイ」（2018年）
- 旗組「二子玉川ノ恋」（2019年）
- 劇団献身「怪童」（2019年）
- 劇団献身「知ラン・アンド・ガン!」[6]（2020年）
- 倉山の試み「Shojie’s collection」（2021年）
- 「落語とコントはお友達」（2022年）
- 「人生悲喜劇案内」（2022年）
- KURAGE PROJECT「飛龍伝」（2023年）

### CM
- ナショナル（現・パナソニック）・エオリア
- アニコム
- 日本たばこ産業・コーヒールーツ
- 沢井製薬
- SoftBank「土佐へ出発」篇
- ダイハツ「銅像もくつろぐ」篇
- カーセブン
- コナミ「ドラゴンコレクション」
- 三幸製菓「香りにトライ」篇
- 楽天カード「ポイント戦隊楽天カードマンズ」
- サッポロビール「極ZERO ゼロにしちゃう会／屋形船」篇
- メルカリ「いろんな使い方 スポーツ」篇
- エイチーム引越し侍「比較する人・比較しない人」篇
- 味の素冷凍食品「ザ★シュウマイ シュウマイのうまい店」篇
- バンダイナムコ「ミニ四駆超速グランプリ」
- NTT東日本 「Nにおまかせ！ 営業に行けない社員たち」篇

### MV
- ウルフルズ「両方For You」
- NobodyKnows＋「好きだぜ、マリー。」
- Liza 「もういらない」
- 工藤祐次郎「たのしいひとり」

### WEB
- ジレットフュージョン
- ラングリッサー モバイル
- 鳥貴族ホールディングス新卒採用ムービー「鳥喜劇」
- WEBドラマ「ペンライト・ラプソディ」